# Jens Sørensen (søkortdirektør)
 Der er flere personer med dette navn, se Jens Sørensen.
Jens Sørensen (28. december 1646 i Sølvesborg – 6. oktober 1723 i København) var søkortdirektør fra 1689-1723. Han opmålte de danske farvande fra 1686 til sin død. 
Jens Sørensen havde ingen formel uddannelse inden for opmåling, anvendte enkle metoder ved hjælp af lod, kompas og en særlig målevogn. Hans produktion af søkort blev aldrig trykt hvorfor få mennesker fik glæde af de efter datidens forhold meget nøjagtige kort.
Hans håndtegnede kort opbevares i dag hos Geodatastyrelsen, Det Kongelige Bibliotek samt Rigsarkivet, hvor også hans arkivalier opbevares.
Han blev begravet i Holmens Kirke, men i 1750 flyttet til Holmens Kirkegård.